# Dirck Raphaelszoon Camphuysen

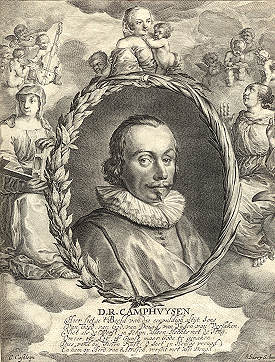
Dirck Raphaelszoon Camphuysen.

Dirck Raphaelszoon Camphuysen, född den 4 maj 1586 i Gorkum, död den 9 juli 1627 i Dokkum, var en holländsk skald.
Camphuysen var präst i Vleuten vid Utrecht med fördrevs på grund av sitt arminianska tänkesätt och blev linnehandlare i Dokkum. Camphuysen skrev flera uppbyggelsedikter. Av hans verk är diktsamlingen Stichtelijke rijmen (1624) är det mest kända.